# Megophrys megacephala
Espèce
Megophrys megacephala est une espèce d'amphibiens de la famille des Megophryidae.

## Répartition
Cette espèce est endémique d'Inde. Elle se rencontre au Meghalaya et en Assam.

## Publication originale
- Mahony, Sengupta, Kamei & Biju, 2011 : A new low altitude species of Megophrys Kuhl and van Hasselt (Amphibia: Megophryidae), from Assam, Northeast India. Zootaxa, no 3059, p. 36-46.